# Михаел фон Волкенщайн
Михаел фон Волкенщайн (на немски: Michael von Wolkenstein; * ок. 1460; † 16 март 1523) е австрийски фрайхер от род Волкенщайн в Тирол и от 1515 г. рицар на ордена на Златното руно.

## Живот
Родът фон Волкенщайн е странична линия на господарите Виландерс. Той е син (дванадесетото дете) на фрайхер Освалд фон Волкенщайн-Роденег Млади († 1493/1495) и съпругата му Барбара Траутзон († 1495), дъщеря на Зигизмунд Траутзон, наследствен маршал на Тирол († 1450) и Клара фон Марьоч. Внук е на певеца, поета и композитора Освалд фон Волкенщайн (1377 – 1445) и Маргарета фон Швангау († 1448/1451). Брат му Георг фон Волкенщайн († сл. 1472) е епископ на Бриксен.
Михаел служи като финансов съветник при императора и в Тирол. Заедно с по-големите си братя Файт († 1498) и Георг той придружава германския крал Максимилиан I в Нидерландия. Максимилиан го прави през 1515 г. рицар на ордена на Златното руно.
През 1564 г. родът става фрайхер и през 1628 г. имперски графове.

## Фамилия
Михаел фон Волкенщайн се жени за Барбара фон Тун († 15 август 1509, дворец Брук), дъщеря на Виктор фон Тун († 1487). Те имат седем деца:
- Филип Якоб фон Волкенщайн
- Бианка фон Волкенщайн
- Регина Бианка фон Волкенщайн-Тростбург († 1539), омъжена 1528 г. за граф Александер фон Ортенбург (* 1501; † 12 май 1548)
- Елеонора фон Волкенщайн († 1549), омъжена за граф Волфганг I фон Монфор-Ротенфелс-Васербург († 21 март 1541), син на граф Хуго XV/XII фон Монфор-Ротенфелс-Васербург († 1519) и Анна Сибила фон Цвайбрюкен-Лихтенберг († 1531)
- Катарина фон Волкенщайн (1505 – 1568), омъжена I. за Георг фон Ауершперг († 1538), II. за Карл фон Велшперг († 1562)
- Вайт фон Волкенщайн-Роденег (* 12 ноември 1506, Пруг; † 19 юли 1538, Инсбрук), женен на 12 януари 1528 г. за Сузана Барбара фон Велшперг (* 4 октомври 1512; † 11 август 1581)
- Анна фон Волкенщайн (1509 – 1582), омъжена за Хилдебранд фон Гльоз († 1548/1569)